# Ommatidiotus nigritus
Ommatidiotus nigritus är en insektsart som beskrevs av Matsumura 1911. Ommatidiotus nigritus ingår i släktet Ommatidiotus och familjen Caliscelidae. Inga underarter finns listade i Catalogue of Life.